# Ghiacciaio Houliston
Il ghiacciaio Houliston è un ghiacciaio lungo circa 15 km situato nell'entroterra della costa di Pennell, nella regione nord-occidentale della Dipendenza di Ross, in Antartide. In particolare, il ghiacciaio, il cui punto più alto si trova a circa 1800 m s.l.m., ha origine tra la dorsale Quartzite occidentale, a est, e il massiccio Neall, a ovest, dove fluisce verso nord-ovest fino a unire il proprio flusso a quello del ghiacciaio Black.

## Storia
Il ghiacciaio Houliston è stato così battezzato dal reparto settentrionale della Spedizione neozelandese di ricognizione geologica in Antartide svolta nel 1967-68 in onore di R. Houliston, un elettricista in servizio alla base Scott nel 1967-68.